# Poale Agoudat Israel
Le Poale Agoudat Israel (hébreu : פועלי אגודת ישראל, litt. Travailleurs d'Agoudat Israel) était un parti politique de Pologne, et un parti politique mineur et un mouvement de colons en Israël. Il fut aussi connu sous les acronymes de PAI ou PAGI (hébreu : פאג"י or פא"י).

## Histoire
Le Poale Agoudat Israel fut fondé en Pologne comme branche syndicale d'Agoudat Israel en Pologne.[réf. nécessaire] En plus de leurs activités syndicales, le Poale Agoudat Israel présenta des candidats aux élections polonaises.
Avec la création de l'État d'Israël, le mouvement devint un parti politique ouvrier ultra-orthodoxe associé à l'Agoudat Israel. Il faisait également partie de l'Histadrout.
Pour la 3e session de la Knesset (élections législatives de 1949), le parti rejoint une liste commune avec les autres partis politiques religieux de l'époque, l'Agoudat Israel, le Mizrahi et l'Hapoel Hamizrahi, sous le nom de Front religieux uni et remporta 16 sièges. Ils rejoignirent la coalition gouvernementale de David Ben Gourion avec le Mapaï, le Parti progressiste, les Communautés séfarades et orientales et la Liste démocratique de Nazareth.
Cependant, le groupe créa des problèmes au sein de la coalition en raison de son attitude divergente vis-à-vis de l'éducation dans les nouveaux camps d'immigrants et vis-à-vis du système d'enseignement religieux. Il demanda aussi à David Ben Gourion la disparition du ministère des Fournitures et du Rationnement et de nommer un homme d'affaires comme ministre du Commerce et de l'Industrie. David Ben Gourion démissionna le 15 octobre 1950 en raison de ces exigences. Après que les différends eurent été résolus, David Ben Gourion forma un nouveau gouvernement le 1er octobre 1950, comprenant à nouveau le Front religieux uni.
Lors des élections législatives de 1951, le Front religieux uni se sépara en différents partis, et le Poale Agoudat Israel y participa tout seul. Le parti remporta deux sièges et participa à la coalition gouvernementale de Ben Gourion. Cependant, il contribua à la chute du troisième gouvernement en raison du désaccord sur les questions de l'enseignement religieux avec David Ben Gourion. Il ne participa pas aux quatrième, cinquième et sixième gouvernements.
Pour les élections de 1955, le parti rejoignit l'Agoudat Israel pour former le Front religieux de la Torah, ce dernier remportant 6 sièges. L'alliance ne participa pas aux sixième et septième gouvernements.
L'alliance fut reconduite pour les élections législatives de 1959, et gagna à nouveau 6 sièges, comme elle ne participa pas à la coalition gouvernementale. Le 9 août 1960, l'alliance se dissout, le Poale Agoudat Israel conservant 2 des 6 sièges. Le Poale Agoudat Israel rejoignit alors la coalition et Binyamin Mintz prit le portefeuille ministériel des Services postaux.
Lors des élections législatives de 1961, le parti conserva ses deux sièges, et participa aux coalitions des neuvième, dixième, et onzième gouvernements. Lors des élections de 1965, il remporta à nouveau deux sièges et rejoint le douzième gouvernement qui s'effondra au décès de Levi Eshkol. Le Poale Agoudat Israel quitta la coalition quand Golda Meir prit la tête du treizième gouvernement. Lors des élections de 1969, le parti conserva deux sièges, mais ne participa pas à la coalition gouvernementale.
Pour les élections de 1973, le parti s'allia de nouveau à Agoudat Israel en recréant le Front religieux de la Torah, qui remporta cinq sièges. Cependant, la coalition éclata le 15 mars 1977, le Poale Agoudat Israel gardant deux des cinq sièges. Lors des élections de 1977, le parti ne conserva qu'un siège. Il ne parvint pas à franchir le seuil électoral de 1 % lors des élections législatives de 1981 de 2 284 suffrages.
Le parti fut brièvement ressuscité durant la 11e session de la Knesset lorsque le Morasha, membre de la coalition gouvernementale, éclata et que l'ancien membre du Poale Agoudat Israel Avraham Verdiger renomma son courant Morasha - Poalei Agudat Yisrael. Il fusionna son nouveau parti dans Agoudat Israel avant les élections législatives de 1988.

## Membres du parti élus à la Knesset
| Knesset (nombre d'élus) | Membres                                                                                          |
| ----------------------- | ------------------------------------------------------------------------------------------------ |
| 1re (1949-1951) (3)     | Kalman Kahana, Binyamin Mintz, Avraham-Yehuda Goldrat                                            |
| 2e (1951-1955) (2)      | Kalman Kahana, Binyamin Mintz                                                                    |
| 3e (1955-1959) (3)      | Kalman Kahana, Binyamin Mintz, Ya'akov Katz                                                      |
| 4e (1959-1961) (3)      | Kalman Kahana, Ya'akov Katz, Binyamin Mintz (remplacé par Shlomo-Ya'akov Gross d'Agoudat Israel) |
| 5e (1961-1965) (2)      | Kalman Kahana, Ya'akov Katz                                                                      |
| 6e (1965-1969) (2)      | Kalman Kahana, Ya'akov Katz (remplacé par Avraham Verdiger)                                      |
| 7e (1969-1974) (2)      | Kalman Kahana, Avraham Verdiger                                                                  |
| 8e (1974-1977) (2)      | Kalman Kahana, Avraham Verdiger                                                                  |
| 9e (1977-1981) (1)      | Kalman Kahana                                                                                    |